# 安居区
安居区（あんきょ-く）は中華人民共和国四川省遂寧市に位置する市轄区。

## 地理
安居は四川省中部、遂寧市の西南部に位置する。東は重慶市、南は内江市、西は資陽市、北は国大英県に接している。区内は平坦な丘陵地帯により構成されている。瓊江河が区内を流れている。1979年に建設された麻子灘ダムがある。

## 歴史
2003年12月18日、遂寧市市中区が分割され安居区と船山区が設置される。区名は南北朝時代、北周により同地に設置された安居県に由来する。

## 行政区画
- 街道:柔剛街道、鳳凰街道
- 鎮:安居鎮、東禅鎮、分水鎮、石洞鎮、攔江鎮、保石鎮、白馬鎮、中興鎮、横山鎮、会竜鎮、三家鎮、玉豊鎮、西眉鎮、磨渓鎮、聚賢鎮、常理鎮

## 交通
道路
高速道路
- 遂内高速道路（中国語版）（ 成渝地区環状高速道路（中国語版）を兼ねる）
- 遂洪高速道路（中国語版）（ 広洪高速道路（中国語版）を兼ねる)
- S205 遂回高速道路（中国語版）

国道
- G245国道（中国語版）
- G305国道（中国語版）
- G318国道

省道
- 205省道
- 206省道

## 健康・医療・衛生
- 安居区人民医院（遂寧市第五人民医院）
- 安居区第三人民医院
- 安居区第七人民医院
- 安居区紅十字医院